# Fenia Chertkoff
Fenia Chertkoff Demirov (Odessa, Empire russe, 1869 - Buenos Aires, Argentine, 1927) était une intellectuelle, éducatrice, militante politique, journaliste, féministe et artiste plasticienne d’origine juive ukrainienne et naturalisée argentine. 
Diplômée de l’école normale d’Odessa, elle s’engagea de bonne heure dans l’activisme socialiste et épousa un militant révolutionnaire, de qui elle eut sa fille Victoria. Après que son mari, atteint d’une grave tuberculose, fut décédé, Fenia vint s’installer en Argentine, dans une zone rurale en Entre Ríos, où elle déploya une intense activité d’instruction populaire et de travail intellectuel et journalistique. À son retour d’un séjour d’études en Europe (formation en pédagogie et psychologie infantile), elle se fixa à Buenos Aires, fit la rencontre de son futur mari Nicolás Repetto, haute personnalité du PS alors fraîchement fondé, et s’engagea à ses côtés dans le parti, dont le programme s’accordait avec ses vues réformistes. Éducatrice dans l’âme, elle se voua à élever le niveau culturel des travailleurs et à les former à exercer leurs droits politiques en toute conscience. Militante féministe, elle s’engagea en faveur des droits des travailleuses et pour l’égalité entre hommes et femmes, s’efforçant de procurer à ces dernières, au moyen de l’enseignement, les instruments intellectuels de leur émancipation. Dans son esprit, il s’agissait de mettre en œuvre les idées socialistes dans le foyer familial aussi bien que dans la société, et de mener en parallèle émancipation féminine et lutte des travailleurs ; les femmes devaient certes faire valoir leurs propres revendications, mais en s’associant simultanément à celles des travailleurs (masculins) et du peuple. Pour pallier l’absence de femmes dans la politique — y compris du reste au sein même du PS —, elle cofonda le CSF (Centre socialiste féminin), lequel se donnait pour but l’émancipation sociale, politique et économique de la femme, et ce dans le cadre socialiste, puis l’Unión Gremial Femenina, qui aidait les femmes à s’organiser en syndicats et veillait à la bonne application de la législation sociale. Elle milita également pour un enseignement laïc et se préoccupa de l’enfance déshéritée, accueillant les enfants des rues dans des établissements, dits recreos, où ils bénéficiaient d’instruction, d’une alimentation équilibrée, de détente, etc. 
À la suite d’un traumatisme subi lors de la Semaine tragique en janvier 1919, dont elle ne se remit plus, Fenia Chertkoff se retira de la vie publique et se consacra désormais entièrement à la création artistique.

## Biographie

### Jeunes années
Fenia Chertkoff naquit le 7 octobre 1869, à Odessa, sur les rives de la mer Noire, dans ce qui était alors l’Empire russe. Ses parents étaient Moyses Chertkoff et Rosa Demirov, qui eurent 9 enfants. Fenia grandit dans une atmosphère d’agitation politique contre le régime tsariste et dans une période où commençait à émerger le socialisme international. Sa famille appartenant à l’élite ukrainienne, elle put s’inscrire l’école Saint-Paul et obtenir à l’âge de 18 ans le diplôme d’institutrice à l’École normale d’Odessa. A l’École des tsarines, elle se voua à l’étude de la musique, du théâtre et de la danse,. Ladite école se rendit célèbre par l’inauguration d’un opéra de haut niveau et par le fait aussi qu’elle fut la scène de pogroms dirigés contre les juifs. Cependant, ses préoccupations sociales conduisirent Fenia à s’initier, jeune fille encore, au militantisme clandestin et à apprendre à rédiger des tracts et à les distribuer lors d’actions-surprise. Elle devint bientôt célèbre pour ses capacités intellectuelles, sa disposition à enseigner aux paysans et ouvriers, et pour son militantisme socialiste.
Elle trouva à s’employer comme institutrice et fit la connaissance de Gabriel Goukovsky, ingénieur et poète, qui, ayant embrassé la cause révolutionnaire, avait souffert la prison et la déportation en Sibérie. Ils se marièrent, puis se transportèrent en Italie pour y soigner la tuberculose de Gabriel. C’est là que Fenia eut sa première fille, appelée Victoria en souvenir de la sœur de Gabriel, militante socialiste, qui s’était suicidée en prison après avoir été violée par ses gardiens. Gabriel mourut peu de temps après et Fenia s’en retourna à Odessa.

### Premier séjour en Argentine et formation en Europe
Finalement, Fenia Chertkoff se rendit en Argentine et s’installa à Colonia Clara, dans la province d’Entre Ríos,, c’est-à-dire dans la zone correspondant aux actuelles localités de Villa Clara et Villa Domínguez. Elle y donna des cours de russe et, maîtrisant en plus du russe le français et l’italien, se voua à la traduction, notamment pour le compte de la presse socialiste,. D’autre part, elle s’adonna au piano, à la peinture et à la sculpture, produisant des œuvres qui seront plus tard exposées à la Maison du peuple à Buenos Aires. En outre, elle fonda une bibliothèque et apprit à lire l’espagnol aux habitants du village, de qui beaucoup étaient d’origine juive,.
Elle se mit en rapport avec les directeurs de revues étrangères, et grâce à eux, fut conviée à étudier en Europe, d’abord à l’université de Lausanne en Suisse, où elle suivit une formation entre 1897 et 1898, puis en France, à la Sorbonne, où elle se spécialisa en pédagogie et psychologie infantile et acheva une formation de maîtresse de jardin d’enfants selon la méthode fröbelienne, méthode d’éducation révolutionnaire pour l’époque. Tout au long de ces deux années passées en Europe, elle se tint constamment au courant des luttes ouvrières, et resta en contact épistolaire avec la théoricienne marxiste Rosa Luxemburg,, même si Fenia se sentait plus proche des positions politiques réformistes.

### Installation définitive en Argentine et engagement politique

#### Adhésion au Parti socialiste
De retour en Argentine, Fenia Chertkoff, de même que ses deux sœurs, acquit la nationalité de ce pays et décida de se fixer à Buenos Aires, dans la maison d’Enrique Dickmann. C’est là qu’elle fit la rencontre de son futur mari, Nicolás Repetto, militant du Parti socialiste, fondé quelques années auparavant par Juan B. Justo, tandis que la sœur Adela épousa Adolfo Dickmann, et l’autre sœur, Mariana, se lia avec Juan B. Justo. 
Fenia ambitionnait de mettre les idées socialistes en œuvre autant dans le foyer familial que dans la société. Elle demandait aux travailleurs masculins d’encourager leurs épouses à participer au développement du socialisme et à ne pas faire obstacle à leur épanouissement intellectuel. Tentant de pallier l’absence de femmes dans le monde politique, le Centro Socialista Femenino (littér. Centre socialiste féminin, en abrégé CSF), qu’elle allait fonder en 1920, entreprit de faire pression sur les hommes politiques, les exhortant notamment à rendre légal le divorce, à réglementer le travail des femmes et des enfants, à proscrire l’alcool, à abaisser les taxes sur les produits de première nécessité, et à rendre les écoles réellement laïques. Pour lutter contre la marginalisation des femmes au sein de son propre parti, Fenia Chertkoff eut soin de représenter le CSF aux congrès du PS argentin en 1903, 1908, 1910 et 1914 ; lors des séances du congrès de 1903, auquel du reste elle était l’unique femme à participer, elle proposa, entre autres sujets de discussion, l’égalité hommes/femmes, le traitement égal devant la loi des enfants légitimes et illégitimes, la promulgation d’une loi sur le divorce et sur la détermination de la paternité. 
Fenia se voua à l’éducation des enfants et à l’instruction des adultes et des immigrants. Elle voyait son rôle essentiellement comme consistant à « éduquer la famille dans le socialisme », en accord avec la vision de Juan B. Justo sur le Parti socialiste comme « école de culture et de civisme » appelé à élever le niveau culturel des travailleurs et à les former à exercer leurs droits politiques en toute conscience. Elle contribua à fonder l’Escuela Libre para Trabajadores (littér. École libre pour travailleurs) à La Boca, dans la proche banlieue ouvrière sud de Buenos Aires, où elle et sa sœur Mariana dispensaient des cours. Elle enseigna également à la Sociedad Luz, université populaire socialiste.
En 1903, elle organisa un centre de consultation médical gratuit, qu’elle put faire fonctionner grâce à la collaboration de médecins solidaires.

#### Fondation duCentre socialiste féminin
Le 19 avril 1920, Fenia Chertkoff, assistée de ses deux sœurs, et en association avec Gabriela Laperrière et Raquel Mesina, fonda le déjà mentionné Centro Socialista Femenino (CSF) et l’Unión Gremial Femenina (littér. Union syndicale féminine). Le but du CSF était de réaliser, au-dedans du cadre socialiste, l’émancipation sociale, politique et économique de la femme. Fenia en effet déclara : 

« Le Centro Femenino est l’unique groupement où les femmes, sans préjugé d’aucune sorte, et avec un programme clair et défini, ne remplissent pas seulement leur existence avec les tâches du foyer et du travail, mais élargissent aussi leur horizon par l’œuvre féconde en faveur de l’émancipation économique, politique et sociale de la classe prolétaire et, par voie de conséquence, de ces femmes elles-mêmes. »

Elle affirmait que les femmes devaient faire valoir leurs propres revendications, tout en s’associant à celles des travailleurs (masculins) et du peuple. Fenia ne dissociait pas militantisme féministe et statut de mère de famille, estimant que les femmes étaient des travailleuses autant que des mères. Pendant la Première Guerre mondiale, elle recommanda aux femmes des pays belligérants d’assumer les tâches de leurs maris, en prédisant qu’elles pourraient sans doute garder ces emplois une fois la paix revenue.
L’Unión Gremial Femenina, également cofondée par elle, déploya une activité considérable, faisant imprimer des tracts, visitant les usines, organisant des réunions publiques, rédigeant des notes, et impulsant la conception de projets de loi à l’effet notamment de réglementer le travail des femmes et des enfants.
Lorsqu’une loi sociale avait été adoptée, Fenia Chertkoff mettait sur pied un comité au sein du CSF pour s’assurer de sa mise en application effective, procédant à des vérifications sur les lieux de travail, et s’il y avait lieu, rapportant les éventuelles infractions. Le CSF se joignit aux premières grèves ouvrières, aida les travailleuses des différentes secteurs, tels que celui du téléphone, du textile, du commerce ou de la fabrication d’espadrilles, à s’organiser en syndicats, et contribua par son action à faire adopter entre autres des lois sur le repos dominical pour les travailleuses de la chapellerie. Les femmes du CSF luttèrent aux côtés des travailleuses du commerce pour obtenir la loi du siège (ley de la silla), qui obligeait le patron à mettre un siège à la disposition de son personnel. Elles dénoncèrent aussi l’exploitation qu’avaient à subir les mineurs d’âge dans les industries comme celle de l’allumette ou du tabac, l’état d’insalubrité des usines, les équipes de nuit et les longues journées de travail. Fenia rendait compte de toutes ces dénonciations dans les colonnes de La Vanguardia, en même temps qu’elle traduisait, pour ce même journal, des contes pour enfants,.
Elle fut moins ardente cependant à exiger le suffrage des femmes ; selon elle, les femmes devaient préalablement se préparer à une telle responsabilité en s’activant dans les syndicats et dans les partis politiques afin de satisfaire au niveau d’instruction requis pour pouvoir voter ; de fait, elle était sur ce point en porte-à-faux avec le CSF, qui vers 1910 réclamait le suffrage universel sans restriction. En revanche, Fenia était en faveur de ce que les femmes pussent témoigner devant une cour de justice, disposer de leurs propres revenus, toucher à travail égal une rémunération égale à celle des hommes, et jouir d’un pouvoir de décision sur leurs enfants.
En 1910 se tint le Premier Congrès féminin international, auquel les sœurs Chertkoff assistèrent et dont elles furent les traductrices officielles ; Fenia qualifia ce Congrès de coup d’envoi de la libération des femmes sud-américaines.

#### Activité en faveur des enfants déshérités
Fenia s’attacha à garantir une instruction aux enfants pauvres. Elle avait coutume de suivre les enfants mendiants jusqu’à leur domicile pour inciter leurs parents à les envoyer à l’école, et demandait à la police de s’assurer que les enfants fréquentaient bien l’école. En 1904, elle et le CSF créèrent un établissement où les petits crieurs de journaux eussent la possibilité de s’alimenter, de se baigner et d’étudier, toutefois la presse dominante refusa de financer ce projet socialiste. Des enseignantes y aidaient les enfants à faire leurs devoirs et les encourageaient à collaborer entre eux. Ces premiers recreos, qui fonctionnèrent tout d’abord sans soutien de l’État, finirent par être financés par la municipalité de Buenos Aires et par le Congrès national.
En 1913, Fenia Chertkoff et Maria C. de Spada mirent sur pied l’Asociación de Bibliotecas y Recreos Infantiles (ABRI). Ces bibliothèques et centres de récréation pour enfants, que dirigeait Fenia, allaient être hébergés dans les différents sièges et permanences du PS. Les ABRI se proposaient de prendre en charge les enfants des quartiers populeux de Buenos Aires, de les soustraire à la rue et aux périls physiques et moraux de celle-ci, et de leur offrir un enseignement au moyen d’images, de livres, de jouets, de jeux faisant appel à la logique, d’exercices physiques, du chant, d’excursions pédagogiques et de travaux manuels. L’on cherchait à éveiller chez l’enfant l’amour du travail, de la lecture et de la camaraderie, sans dogme ni préjugés. Les enfants étaient conduits dans les bibliothèques, les musées, en pique-nique, aux spectacles, etc., et bénéficiaient d’une alimentation saine et nourrissante. Vers 1928, quelque 45 000 enfants avaient été accueillis dans les neuf recreos existants.
Fenia Chertkoff fut aussi à l’initiative de la Bibliothèque et du Foyer de vacances Carlos Spada et appuya l’École laïque de Morón, dont elle ambitionna de faire un modèle d’enseignement moderne, avec notamment des cours du soir pour adultes, et qui fut reconnue officiellement quelques années plus tard,. C’est elle aussi qui inaugura la tradition des festivités de Premier mai pour enfants.

### Semaine tragiqueet fin de vie
Après l’éclatement de la Première Guerre mondiale en 1914, Enrique Dickmann et le mari de Fenia Nicolás Repetto lancèrent, depuis leurs sièges au Congrès, un appel à la paix, alors que Juan B. Justo en revanche s’alignait sur le bloc franco-britannique contre le militarisme allemand. 
La santé de sa fille, qui souffrait de tuberculose, se détériorant, Fenia Chertkoff déménagea avec elle vers la province de Córdoba, dans une propriété des Repetto, sise dans une zone de peuplement devenue aujourd’hui le village de Tío Pujio, mais alors encore à majorité italienne. Elle y fonda une bibliothèque, créa une école élémentaire, mit sur pied une coopérative et plusieurs établissements de premiers soins. Avec la fin de la guerre et l’amélioration de l’état de santé de Victoria, toutes deux s’en retournèrent à Buenos Aires. En janvier 1919, sous l’influence des révolutions russe et allemande et dans un contexte d’aggravation de la crise d’après-guerre, d’importantes grèves avaient lieu à Buenos Aires, auxquelles le pouvoir réagit par une répression féroce ‒ événements connus sous le nom de Semaine tragique. Le 9 janvier 1919, Fenia se trouva entraînée dans les graves incidents qui entourèrent les obsèques de grévistes tués par les forces de répression, et de ces violences garda des séquelles dont elle ne devait plus se remettre. Dès lors, elle se retira de la vie publique, s’adonnant désormais à la création artistique.
Sa fille Victoria (née en 1890) devint professeur de sciences naturelles, dirigea le journal La Vanguardia entre 1918 et 1923, puis contribua au quotidien La Nación.
Fenia Chertkoff mourut à Buenos Aires, le 31 mai 1927, à l’âge de 57 ans. Sa fille Victoria poursuivit son œuvre.